# Родосский треугольник
«Родосский треугольник» (англ. Triangle at Rhodes) — детективная повесть (изначально рассказ) английской писательницы Агаты Кристи, из цикла о расследованиях Эркюля Пуаро. Первая редакция опубликована в феврале 1936 года в журнале This Week. Вскоре рассказ был расширен до размеров повести; эта версия впервые появилась в марте 1937 года в составе сборника «Убийство в проходном дворе». После этого повесть ещё несколько раз появлялась в журналах, включалась в сборники, собрания сочинений писательницы, различные антологии, была переведена на десятки языков.     
Действие происходит на средиземноморском острове Родос, куда Пуаро приезжает отдохнуть от расследования преступлений. Там он сталкивается с двумя семейными парами, чьи отношения окружающие трактуют как классический любовный треугольник. Казалось бы, эта точка зрения подкрепляется отравлением одной из жён, однако лишь Пуаро сумел правильно интерпретировать роли участников треугольника и вывести преступников на чистую воду.    
Повесть имеет сюжетное сходство с более ранним рассказом «Тротуар, залитый кровью» из сборника «Тринадцать загадочных случаев» (1932). Взаимоотношения между героями, являющимися участниками любовного треугольника, появляются на страницах ещё нескольких произведений «королевы детектива». В частности, рассказ перекликается с написанным спустя несколько лет романом «Зло под солнцем», который несмотря на внешнее сходство представляет собой самостоятельное произведение в отношении сюжетной развязки и трактовке персонажей. Это признаётся свидетельством сюжетной неистощимости, комбинационной изобретательности «королевы детектива». В 1989 году рассказ был экранизирован как одна из серий первого сезона британского телесериала «Пуаро Агаты Кристи».   

## Сюжет
Желая отдохнуть от расследования криминальных дел, Эркюль Пуаро покидает Англию и отправляется в середине осени на остров Родос в мёртвый сезон, когда, по его ожиданиям, должно быть мало туристов. Там он знакомится с молодыми подругами Памелой Лайелл и Сарой Блейк, а также некоторыми другими гостями отеля. После этого в их обществе появляется красивая и богатая Валентина Чентри (Декрэ) со своим пятым мужем капитаном ВМФ Тони, немногословным и суровым мужчиной. За ними прибывает другая супружеская пара — скромная Марджори Эмма Голд со своим красивым и легкомысленным мужем Дугласом. После наблюдения за этими двумя парами, Пуаро задумчиво чертит на песке пляжа треугольник. Кажется, что подозрения окружающих о любовном треугольнике между Чентри и Голдами подтверждаются: Тони и Марджори открыто ревнуют к отношениям Дугласа и Валентины. Кроме того, в обществе известно, что она кокетка и ей нравится, когда за ней увиваются мужчины. 
Марджори демонстрирует в обществе свои переживания из-за семейных неурядиц. Через несколько дней она признаётся Пуаро в опасениях по поводу связи её мужа с Валентиной. Детектив, выслушав её, предупреждает, что если она дорожит своей жизнью, то должна как можно скорее покинуть остров, но она не прислушалась к совету Пуаро. События достигают кульминации, когда Дуглас и Тони выясняют между собой отношения по поводу Валентины, которой, как кажется окружающим, нравится такое поведение мужчин. Однако вечером между Чентри и Дугласами происходит примирение, после этого все собираются вместе, чтобы выпить коктейли. Тони передаёт свой бокал с джином жене, сказав, что принесёт для себе ещё. Внезапно Валентина хватается за сердце и через несколько минут умирает в судорогах. Тони публично обвиняет в произошедшем Дугласа, который, по его версии, хотел отравить именно его, а не его жену. 
В ходе проведения расследования выясняется, что Чентри погибла в результате отравления строфантином. Подозрения сразу же падают на Дугласа, у которого был мотив избавиться от соперника. Кроме того, в кармане его смокинга обнаружен пакетик с ядом. Однако Пуаро разоблачает настоящих убийц — это были Тони и Марджори. Несмотря на то, что детектив не сумел предотвратить убийство, после того как Валентина выпила отравленный джин, он заметил, что яд в карман Дугласа положил капитан во время суматохи. С учётом высокой репутации Пуаро в полицейских кругах, там поверили его показаниям и арестовали настоящих убийц. После допроса малосообразительный Тони не стал отрицать свою вину и дал признательные показания. В финале Эркюль объясняет Памеле, что внимание общества было привлечено не к тому «вечному треугольнику». На самом деле, Тони и Марджори заранее сговорились убить Валентину, чтобы заполучить её состояние. После этого они сделали всё так, чтобы подозрение пало на Дугласа. Марджори играла роль мозгового центра этого преступного замысла, выдавая себя за скромную женщину, которая пыталась спасти свой брак. Выясняется, что Пуаро предупреждал её из боязни, что она станет жертвой, а наоборот — от последствий задуманного убийства и неотвратимости наказания, однако она не вняла его совету.

## Создание

### Предыстория

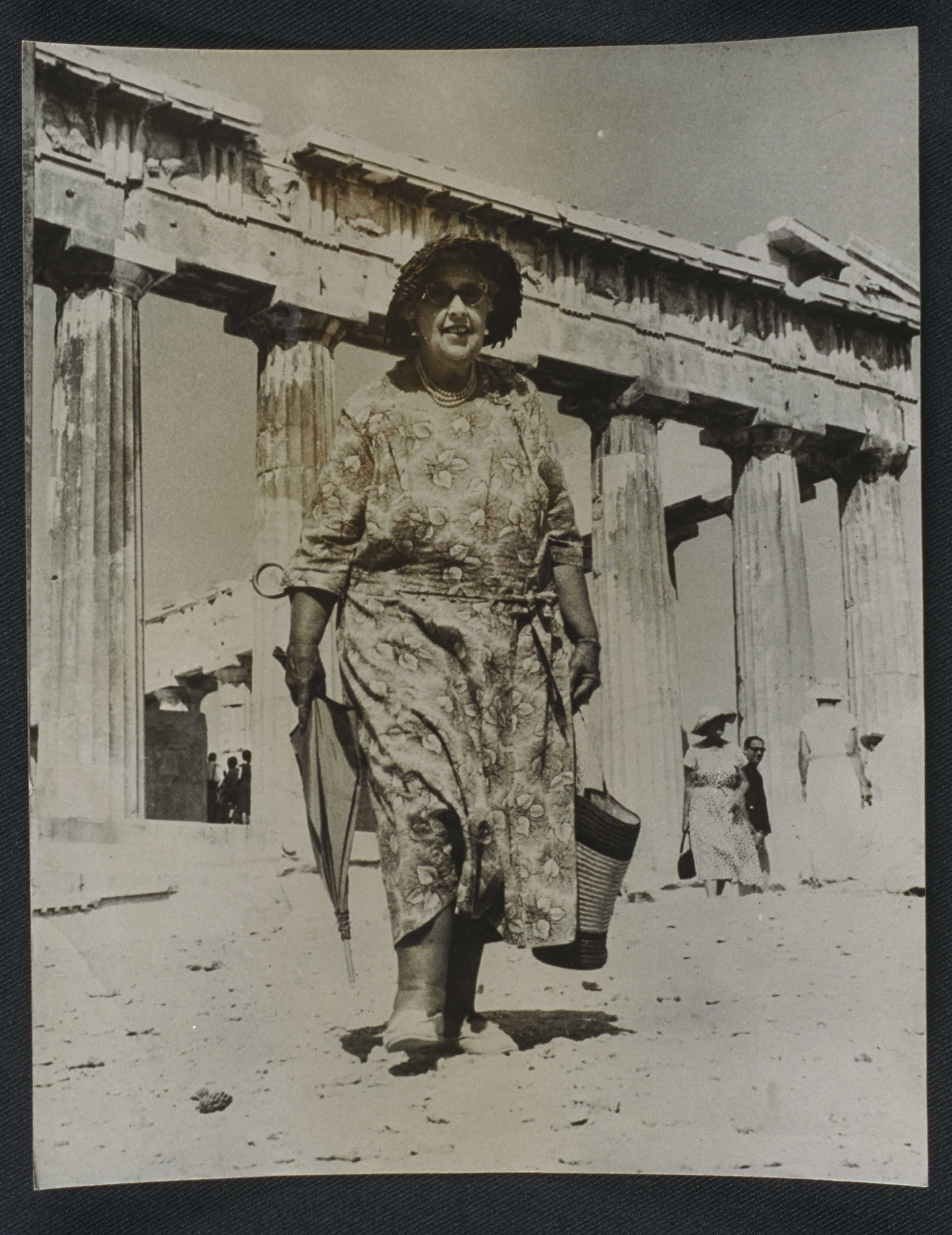
Агата Кристи. Греция, Акрополь, 1958 год

Агата Кристи до старости была страстной любительницей путешествий, что нашло отражение в многочисленных её произведениях, в частности, в так называемом «восточном цикле». Побывала она и на острове Родос, где происходит действие рассказа. Агата находилась там осенью 1931 года, перед тем как присоединиться в археологической экспедиции в Ираке к своему второму мужу Максу Малловану. Там она работала над романом «Смерть лорда Эджвера», увидевшего свет в 1933 году. Она сильно скучала по мужу и в одном из пространных писем описывала свой распорядок дня на Родосе. Сначала был утренний завтрак и «размышления» до девяти часов. После этого до 11:30 работа над книгой, а затем своё любимое на протяжении всей жизни времяпровождение — купание и ничегонеделание лёжа под солнцем. Дальнейшее время она посвящала работе и отдыху:
В час тридцать ленч — затем блуждание по городу или болтовня на террасе. После чая немного работаю (иногда не работаю, а сплю). В восемь тридцать обед, если днём поспала, тогда после ужина работаю; если не спала, а работала, тогда — интеллектуальная беседа, сопровождаемая укусами москитов. Потом в постель, под москитную сетку. Я всё время одна.
Кроме того, она ещё с детства любила плавать, о чём в старости с иронией писала: «Купание в море всегда было для меня истинным блаженством; я бы и сейчас принимала морские ванны, если бы не ревматизм, ведь надо потом как-то исхитриться выбраться на берег». 

### Создание

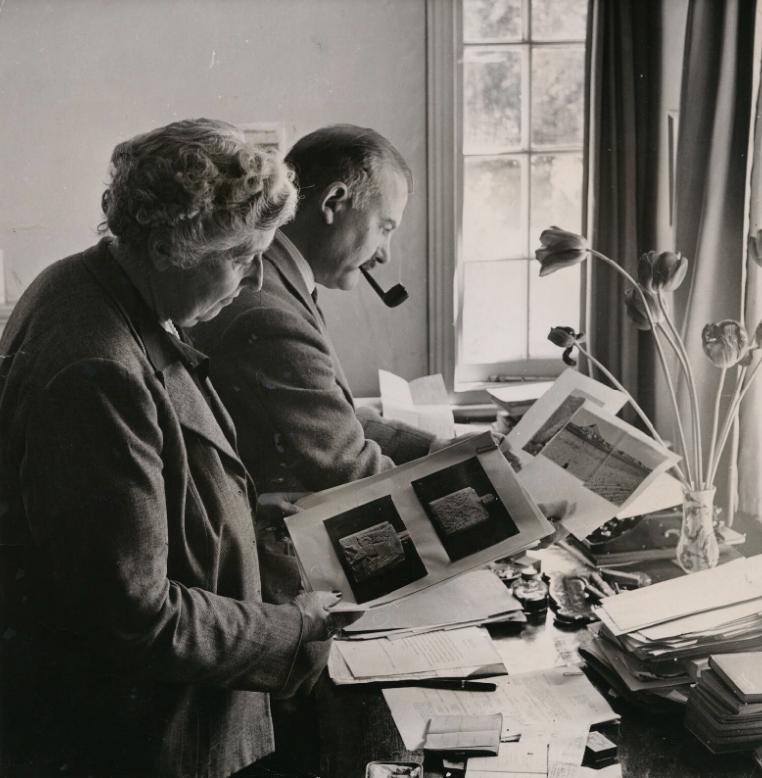
Агата Кристи и Макс Маллован

В записных книжках писательницы сохранилось несколько вариантов набросков планов, связанных с «Родосским треугольником». В них также представлены рисунки геометрической фигуры, отсылками к которой наполнен детектив. Однако, как это часто у неё бывало, там не содержится дат, указывающих на то, когда именно она работала над рассказом. Исходя из публикации и характера реализации замыслов писательницы, можно предположить, что это был 1936 год. Эти записи разнообразны и относятся к работе над британской и американской версией изданий, а также намерению переработать рассказ в пьесу. Кроме  сложности с датировкой, они ещё и тяжело расшифровываются. В тетради № 20 содержится краткое изложение плана рассказа: «Треугольник — Валери Ч. любят коммандер Ч. и Дуглас Голдинг». С этой записи замысел несколько раз изменялся пока не достиг окончательной версии. Одни из черновиков относятся к записям, посвящённым разработке рассказа «Трагедия в бухте Польенса» (см. сборник «Хлопоты в Польенсе и другие истории»). В них содержатся два различных места действия (Советская Россия и Родос), а также разные пары «вечного треугольника». Видимо первоначальная задумка по помещению детективной истории в советские реалии была связана с тем, что за несколько лет до этого Кристи побывала там со своим мужем Маллованом. Из «Автобиографии» известно, что весной 1931 года она отправилась в Ур в Ираке, где интересовалась археологическими изысканиями. После окончания сезонных работ они с мужем вернулись в Англию через Персию (Тегеран, Шираз, Исфахан) и СССР (Баку, Батуми), Турцию (Стамбул). По мнению Джона Каррана, этот замысел был не реализован в связи с тем, что для классического детектива СССР представлял собой очень экзотическую локацию. Ещё одним серьёзным отличием было то, что в роли детектива в черновиках фигурировал другой серийный персонаж писательницы — Паркер Пайн.
Близкие к окончательному варианту наброски содержатся в тетради № 66, где они присутствуют вместе с записями имеющими отношение к роману «Убийства по алфавиту». Он был опубликован в 1936 году, как и «Родосский треугольник», а его сюжет считается одним из наиболее изобретательных у «королевы детектива» и неоднократно использовался другими мастерами жанра. По оценке Каррана, такое соседство свидетельствует о необыкновенной творческой плодовитости и комбинационной находчивости Кристи. Здесь в роли расследователя присутствует Пуаро. Чентри охарактеризована как «красивая», «пустоголовая» женщина, а её муж — «сильный молчаливый мужчина». Далее, по расшифровке Каррана, представлена следующая запись: «Голдинги — Г. очарован миссис Ч. —  Миссис Г. в отчаянии обращается к Пуаро — вы в опасности. Различные сцены, если книга — на самом деле Чентри и миссис Г. любовники — джин с тоником — Голд — предполагают, что хотели отравить Ч. Миссис Ч. выпивает это вместо него и умирает». Карран акцентирует внимание на фрагменте «различные сцены, если книга», который, по его мнению, свидетельствует о том, что автор видела значительный потенциал в этой истории, и это получило дальнейшее развитие в таком романе как «Зло под солнцем». Кроме того, в этом черновике имеется сходство со способом отравления из романа «И, треснув, зеркало звенит…» (1962), где расследование ведёт мисс Марпл.
Ещё один набросок содержится в тетради № 56, где находятся заметки к роману «Карибская тайна» («Мисс Марпл в Вест-Индии»), изданному в 1962 году. Между двумя произведениями просматривается отдалённое сюжетное сходство: убийства происходят на морских курортах и в центре сюжета находятся две супружеские пары. Этот отрывок озаглавлен так: «Идея треугольника (Родос)» и содержит следующую запись:
Прекрасная сирена — её муж — преданный, мрачный циничный — маленькая бурая мышка, приятная маленькая женщина, жена — простой, глупый муж — у мрачного мужа тайная связь с мышкой. Они планируют разделаться с сиреной — глупого мужа должны заподозрить
Это пассаж представляет собой возвращение к более старому произведению, когда Кристи была поглощена работой над новым романом. Карран трактовал его как напоминание автора для самой себя, что имело место при обдумывании нового сюжета.

## Публикации
Рассказ впервые опубликован в феврале 1936 года в американском журнале This Week, а в мае того же года в британском Strand Magazine (№ 545) под названием «Пуаро и родосский треугольник» (Poirot and the Triangle at Rhodes). В книжном варианте он был расширен до повести и опубликован в Великобритании издательством Collins Crime Club 15 марта 1937 года в составе сборника «Убийство в проходном дворе» (Murder in the Mews), а в США Dodd, Mead and Company в июне 1937 года в сборнике «Зеркало мертвеца» (Dead Man's Mirror). В декабре 1952 года «Родосский треугольник» вышел в журнале MacKill’s Mystery Magazine. В декабре 1956 года повесть под названием «Пока не стало слишком поздно» (Before It’s Too Late) появилась в № 6 американского издания Ellery Queen's Mystery Magazine и в № 47 британской версии журнала. После этого повесть включалась в сборники, собрания сочинений писательницы, различные антологии, была переведена на десятки языков.

## Приём и характеристика

Фигура треугольника проходит лейтмотивом всего рассказа

После появления сборник получил противоречивые отзывы, в том числе и в отношении составляющих его произведений. Саймон Ноуэлл-Смит из The Times Literary Supplement писал в марте 1937 года, что «Убийство в проходном дворе» представляет наибольший интерес, а «Родосский треугольник», напротив, является самым слабым. Это связано с тем, что характеры персонажей недостаточно развиты, чтобы сделать для читателя разгадку предсказуемой или правдоподобной. В некотором отношении такую точку зрения разделял писатель и критик Эрнест Робертсон Пуншон. По его мнению, последняя история разочаровывает тем, что представляет интересную сюжетную ситуацию, но она не разработана из-за небольшого объёма произведения; эти недостатки можно было преодолеть, если развить сюжет в более обширной книге. Роберт Барнард, писатель и исследователь творчества Агаты Кристи, писал, что сборник содержит четыре очень хороших длинных рассказа, из которых, пожалуй, наиболее занимателен последний, исследующий ситуацию связанную с «двойным треугольником», к которому писательница неоднократно возвращалась.
Несмотря на сходство заголовка повести со знаменитым Бермудским треугольником он не имеет к нему никакого отношения. В литературе отмечается, что Кристи неоднократно применяла в своих в названиях числительные, имеющие смысловое, символическое значение. Это относится к числу «три» (например, романы «Трагедия в трёх актах», «Третья девушка» и другие произведения). Действие происходит на греческом острове Родос из архипелага Додеканес в Эгейском море в период его итальянской оккупации 1912—1943 годов. В рассказе отражены перемены в пляжной культуре отдыха, свидетелем чего стала Кристи, родившаяся в викторианскую эпоху, когда царили пуританские нравы. Так, появление на пляже женщин было обязательно в закрытом костюме, продолжительное время использовались купальные машины. С начала 1860-х годов в Англии было принято регламентирование раздельного купания для мужчин и женщин. На континенте были более свободные нравы, что зачастую удивляло чопорных англичан. В 1920—1930-х годах получила распространение мода на загар, что изменило курортные привычки отдыхающих. По словам филолога Александры Борисенко, это поветрие отразилось в произведении консервативной Кристи, начинающееся со сцены у моря: «За этой новой модой недоверчиво наблюдает Пуаро в „Родосском треугольнике“ — и, конечно, „Панч“ тоже не преминул отметить всеобщую одержимость загаром». Убийство осуществляется при помощи яда — наиболее часто используемый Кристи способ. В данном случае это был строфантин — гликозид, используемый как лекарство при сердечной недостаточности. Ранее он добывался из семян и коры строфанта (Strophantus hispidus) и использовался не только в медицинских целях, но и некоторыми племенами для отравленных стрел. Писательница ввела его также в качестве орудия убийства в рассказе «Дело смотрительницы», впервые опубликованного в журнале Strand Magazine в январе 1942 года (см. «Последние дела мисс Марпл»).    
Повесть имеет сюжетное сходство с более ранним рассказом «Тротуар, залитый кровью» (The Blood-Stained Pavement) из сборника «Тринадцать загадочных случаев», опубликованным в Великобритании в 1932 году издательством Collins Crime Club. Он входит в цикл произведений, посвящённых мисс Марпл, которая раскрывает загадку убийства мужем своей жены, жизнь которой застрахована на крупную сумму. Выясняется, что это не первое такое убийство, так как при помощи своей сообщницы (его первой жены) он совершил несколько таких преступлений. По словам А. Титова, в обоих произведениях «прослеживается очевидное сходство во взаимоотношениях главных героев», что нашло отражение в романе «Зло под солнцем». Кроме того, по его мнению, повесть «Родосский треугольник» представляет собой интерес и в том отношении, что она «явно переросла рамки чисто детективной истории». На отличиях и сходстве с указанным романом останавливался и Карран. По его оценке, по внешним признакам эти произведения сюжетно крайне близки: присутствие Пуаро; не просто курортная локация, а пляжное место действия; две супружеских пары, одна из которых представлена «женщиной-вамп» и «мужем-тихоней», а вторая легкомысленным мужчиной-красавцем и его женой «мышкой». Однако, несмотря на фабульную схожесть имеются кардинальные различия в трактовке истории, выборе убийц и жертв. Это является ярким свидетельством сюжетной неистощимости, комбинационной изобретательности автора:
В обоих случаях читателя подстрекают увидеть любовные треугольники, которые оказываются совершенно не такими, как он думал, и снова полностью различными. Там и там опытная режиссура заставляет читателя смотреть в неверном направлении, несмотря на обилие (в романе) ключей к разгадке.
Российский писатель Алексей Ивин, характеризуя сборник Кристи, сурово отозвался о «Родосском треугольнике», а также о повести «Последний баронет» и романе «Труп в библиотеке». Он назвал их трафаретными, образчиками массовой литературы «на потребу» невзыскательной публики. «Детектив должен заинтересовывать, убийство — дело серьёзное, а я зевал над этими пустыми шаблонными бабскими пересудами, да так и бросил», — резюмировал Ивин.

## В культуре

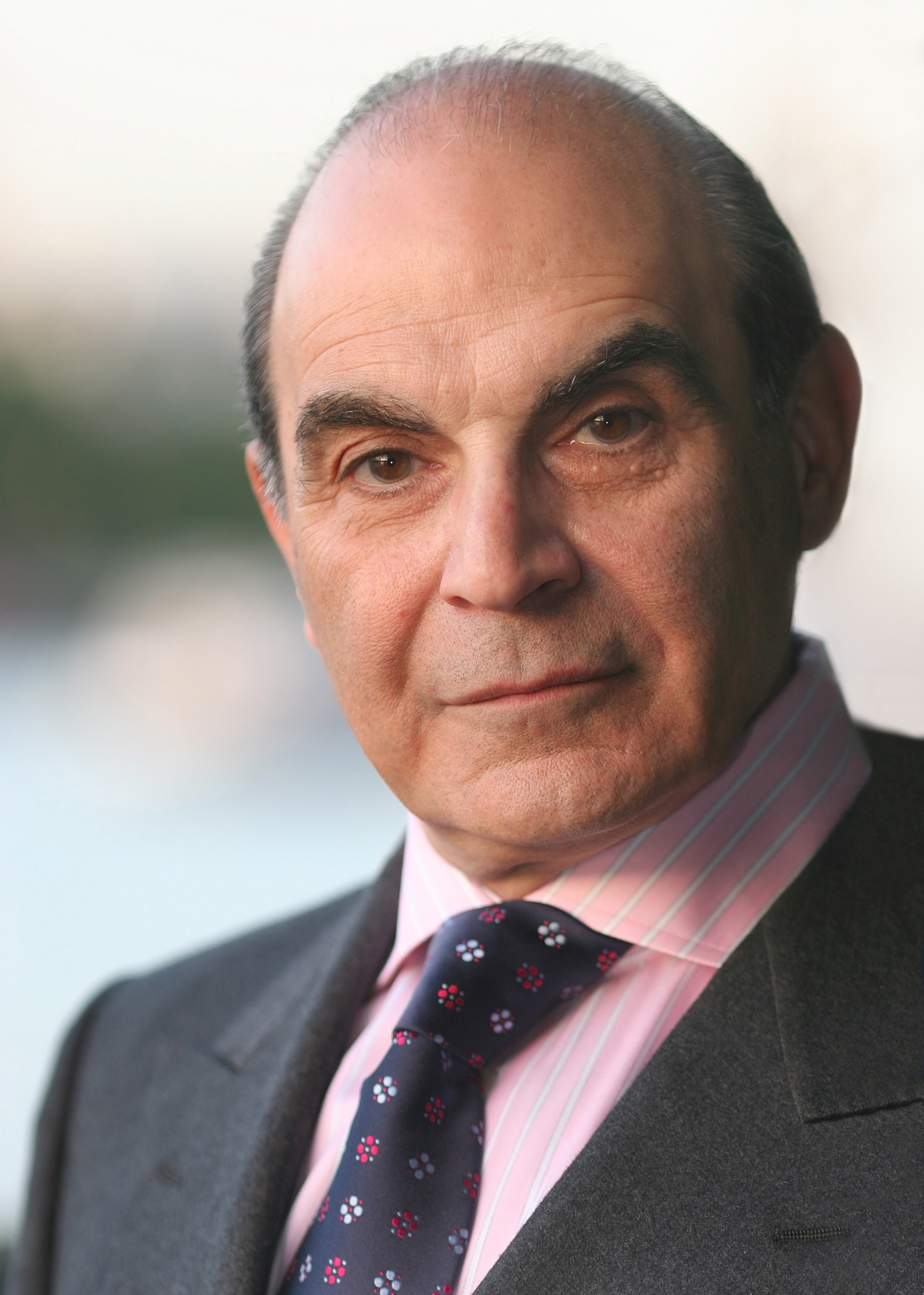
Дэвид Суше — исполнитель роли Эркюля Пуаро

В 1989 году рассказ был экранизирован режиссёром Ренни Рай в британском детективном телесериале «Пуаро Агаты Кристи», основанном на произведениях Кристи о сыщике Эркюле Пуаро. 5 февраля 1989 года в эфир вышла шестая серия первого сезона «Родосский треугольник» с Дэвидом Суше в главной роли. В отличие от рассказа в фильме упоминаются капитан Гастингс и мисс Лемон (в коротком прологе, происходящем в Лондоне). Другим отличием является использование для убийства змеиного яда, что видимо перекочевало в сериал из романа «Смерть в облаках» (1935). Украшением серии стали показанные живописные виды и исторические достопримечательности острова. По сюжету Пуаро посещает православную церковь, где, по оценке Арсения Богатырёва, «крестится перед образами и вновь показывает себя человеком широких, прогрессивных взглядов».

### Комментарии
1. ↑  На русском языке встречается ещё несколько переводов названия: «Пуаро и родосский треугольник», «Преступление на острове Родос», «Вечный треугольник», «Треугольник Родса», «Треугольник на Родосе»[1].
2. ↑  Нумерация тетрадей произвольна: её установила единственная дочь писательницы Розалинда Хикс после смерти матери. В ней нет ни хронологического, ни тематического принципа организации[9].
3. ↑  Российский биограф писательницы Екатерина Цимбаева высказала предположение, что поездка по территории СССР была вызвана разведывательной деятельностью Маллована в пользу британских спецслужб[11].
4. ↑  Карран назвал этот сборник «кладовой сюжетных приёмов» писательницы[28].